# Francisco Alba Rebullido
Francisco Alba Rebullido fue un militar español que participó en la Guerra civil española.

## Biografía
Militar profesional, pertenecía al arma de infantería. En julio de 1936, al estallido de la Guerra civil, ostentaba el rango de capitán y estaba destinado en el Regimiento de infantería «Vitoria» n.º 8 de Málaga. Tras el estallido de la contienda se unió a las fuerzas republicanas, integrándose más tarde en el Ejército Popular.
A finales de diciembre de 1936 asumió el mando de la 22.ª Brigada Mixta, en sustitución de Francisco Galán. Durante los siguientes meses la unidad tomó parte en diversas operaciones militares en el frente de Teruel. Durante la contienda habría llegado a afiliarse al Partido Comunista. Tiempo después pasó a mandar la 39.ª División, con la que intervino en la batalla de Teruel. En la primavera de 1938 también mandó por algún tiempo la 30.ª División, en el frente de Aragón.